# Herb Jastarni
Herb Jastarni – jeden z symboli miasta Jastarnia i gminy Jastarnia w postaci herbu.

## Wygląd i symbolika
Herb przedstawia błękitną literę „J” w kształcie rybackiego haczyka. Dodatkowym elementem jest wizerunek dwóch srebrnych ryb tworzących literę „B”, odnoszącą się do dawnej wsi Bór, której pozostałości znajdują się w granicach miasta. Całość znajduje się na złotej tarczy herbowej. W dolnej części tarczy znajduje się błękitne pole symbolizujące Morze Bałtyckie.